# Steven Hill (cestista)
Steven Hill (Chanute, 14 novembre 1985) è un ex cestista statunitense, professionista nella NBA.